# Оленівське (Кропивницький район)
Оле́нівське — село в Україні, у Кетрисанівській сільській громаді Кропивницького району Кіровоградської області. Населення становить 108 осіб.

## Населення
Згідно з переписом УРСР 1989 року чисельність наявного населення села становила 229 осіб, з яких 97 чоловіків та 132 жінки.
За переписом населення України 2001 року в селі мешкало 108 осіб.

### Мова
Розподіл населення за рідною мовою за даними перепису 2001 року:
| Мова       | Відсоток |
| ---------- | -------- |
| українська | 92,59 %  |
| молдовська | 4,63 %   |
| російська  | 2,78 %   |